# 三上明子
三上 明子（みかみ あきこ、1953年9月5日 - 2022年9月24日、本名・小林明子＝こばやし・あきこ）は、日本のフルート奏者。上野学園大学特任教授。東京都出身。

## 経歴
1979年 東京芸術大学を経て、同大学院修士課程修了。
林リリ子、小泉剛、吉田雅夫、マルセル・モイーズ、オーレル・ニコレ、G.シェボックなどに師事。幅広い音楽性を身につけた。
上野学園大学教授。東京芸術大学、東京音楽大学講師として、演奏家活動を続けながら後進の育成に励んだ。
2022年9月24日、死去。69歳没。

## 主な受賞歴
- 第1回オーストラリア国際フルートコンクール第1位（1978年）
- ブダペスト国際音楽コンクールフルート部門第1位（1980年）[2]

## CD
2007年5月現在、2枚のCDアルバムを出している。
- フルート・イン スタイル（1989年、フォンテック）　ピアノ奏者・作曲家アンリエット・ピュイグ＝ロジェとの共演
- ビリティスの詩（1992年、フォンテック）　ピュイグ＝ロジェとの共演第2作